# Chirpstack
 (juin 2023).
La mise en forme du texte ne suit pas les recommandations de Wikipédia : il faut le « wikifier ».
Les points d'amélioration suivants sont les cas les plus fréquents :
- Les titres sont pré-formatés par le logiciel. Ils ne sont ni en capitales, ni en gras.
- Le texte ne doit pas être écrit en capitales (les noms de famille non plus), ni en gras, ni en italique, ni en « petit »…
- Le gras n'est utilisé que pour surligner le titre de l'article dans l'introduction, une seule fois.
- L'italique est rarement utilisé : mots en langue étrangère, titres d'œuvres, noms de bateaux, etc.
- Les citations ne sont pas en italique mais en corps de texte normal. Elles sont entourées par des guillemets français : « et ».
- Les listes à puces sont à éviter, des paragraphes rédigés étant largement préférés. Les tableaux sont à réserver à la présentation de données structurées (résultats, etc.).
- Les appels de note de bas de page (petits chiffres en exposant, introduits par l'outil «  Source ») sont à placer entre la fin de phrase et le point final[comme ça].
- Les liens internes (vers d'autres articles de Wikipédia) sont à choisir avec parcimonie. Créez des liens vers des articles approfondissant le sujet. Les termes génériques sans rapport avec le sujet sont à éviter, ainsi que les répétitions de liens vers un même terme.
- Les liens externes sont à placer uniquement dans une section « Liens externes », à la fin de l'article. Ces liens sont à choisir avec parcimonie suivant les règles définies. Si un lien sert de source à l'article, son insertion dans le texte est à faire par les notes de bas de page.
- La présentation des références doit suivre les conventions bibliographiques. Il est recommandé d'utiliser les modèles {{Ouvrage}}, {{Chapitre}}, {{Article}}, {{Lien web}} et/ou {{Bibliographie}}. Le mode d'édition visuel peut mettre en forme automatiquement les références.
- Insérer une infobox (cadre d'informations à droite) n'est pas obligatoire pour parachever la mise en page.

Pour une aide détaillée, merci de consulter Aide:Wikification.
Si vous pensez que ces points ont été résolus, vous pouvez retirer ce bandeau et améliorer la mise en forme d'un autre article.
 (juin 2023).
Chronologie des versions
4.2 4.4
Chirpstack (anciennement LoRa Server) est un logiciel open source et gratuit permettant de créer, administrer et maintenir un réseau de télécommunication privé pour faire communiquer des objets compatibles avec le protocole LoRaWAN. Il est distribué sous licence MIT par Orne Brocaar.
Il est notamment utilisé par Semtech, l'entreprise à l'origine de la technologie LoRa.

## Fonctionnalités
Les principales fonctionnalités de Chirpstack sont les suivantes :
- Gestion des tenants
- Gestion des utilisateurs
- Gestion du parc de passerelles
- Gestion du parc d'objets
- Réception, validation, décryptage et décodage des données montantes (uplink)
- Envoi des commandes descendantes (downlink)
- Gestion des paramètres radio des objets
- Décodage des données
- Envoi des données vers des systèmes tiers

Chirpsack permet de créer ses propres algorithme d'ADR (Adaptative Data Rate). Il prend en charge les objets de classe A, B et C, et accepte les modes ABP (Activation By Personalization) et OTAA (Over-The-Air Activation).
Il expose une API (Application Programming Interface) gRPC.

## Architecture
Chirpstack est composé de plusieurs composants logiciels qui communiquent entre eux :
- Le serveur de réseau (network server) est le composant central qui permet de traiter les paquets de données reçues par les passerelles LoRaWAN.
- Les agents logiciels de passerelle permettent de faire communiquer les passerelles avec le serveur de réseau.

### Serveur de réseau (network server)
Il s'agit du composant principal du système.
Le serveur de réseau est écrit en Rust. Il utilise une base de données PostgreSQL pour le stockage des informations persistantes, et Redis pour le stockage des données ayant une date d'expiration ou une durée de vie limitée.
Il communique avec les agents logiciels de passerelle grâce à un serveur MQTT.
L'interface d'administration inter-agit avec le serveur de réseau à travers une API (Application Programming Interface) gRPC.

### Agents logiciels de passerelle
Les agents logiciels de passerelle servent à faire communiquer les passerelles avec le serveur de réseau au travers du protocole MQTT. Ils peuvent être installés directement sur les passerelles, ou être mutualisés en étant installés sur un serveur.

## Historique du projet
La version 0.1.0 de LoRa Server est rendue publique le 6 mars 2016. Jusqu'à la version 3, le logiciel est écrit majoritairement en langage Go.
En septembre 2022, la version 4, entièrement ré-écrite en Rust, devient publique.